# 埃真西鎮區 (愛荷華州瓦佩洛縣)
埃真西鎮區（英語：Agency Township）是位於美國愛荷華州瓦佩洛縣的一個行政鎮區。

## 地方資料
根據2010年美國人口普查的數據，埃真西鎮區的面積為50.40平方千米，當中陸地面積為49.37平方千米，而水域面積為1.03平方千米。當地共有人口648人，而人口密度為每平方千米12.86人。